# Lolium temulentum

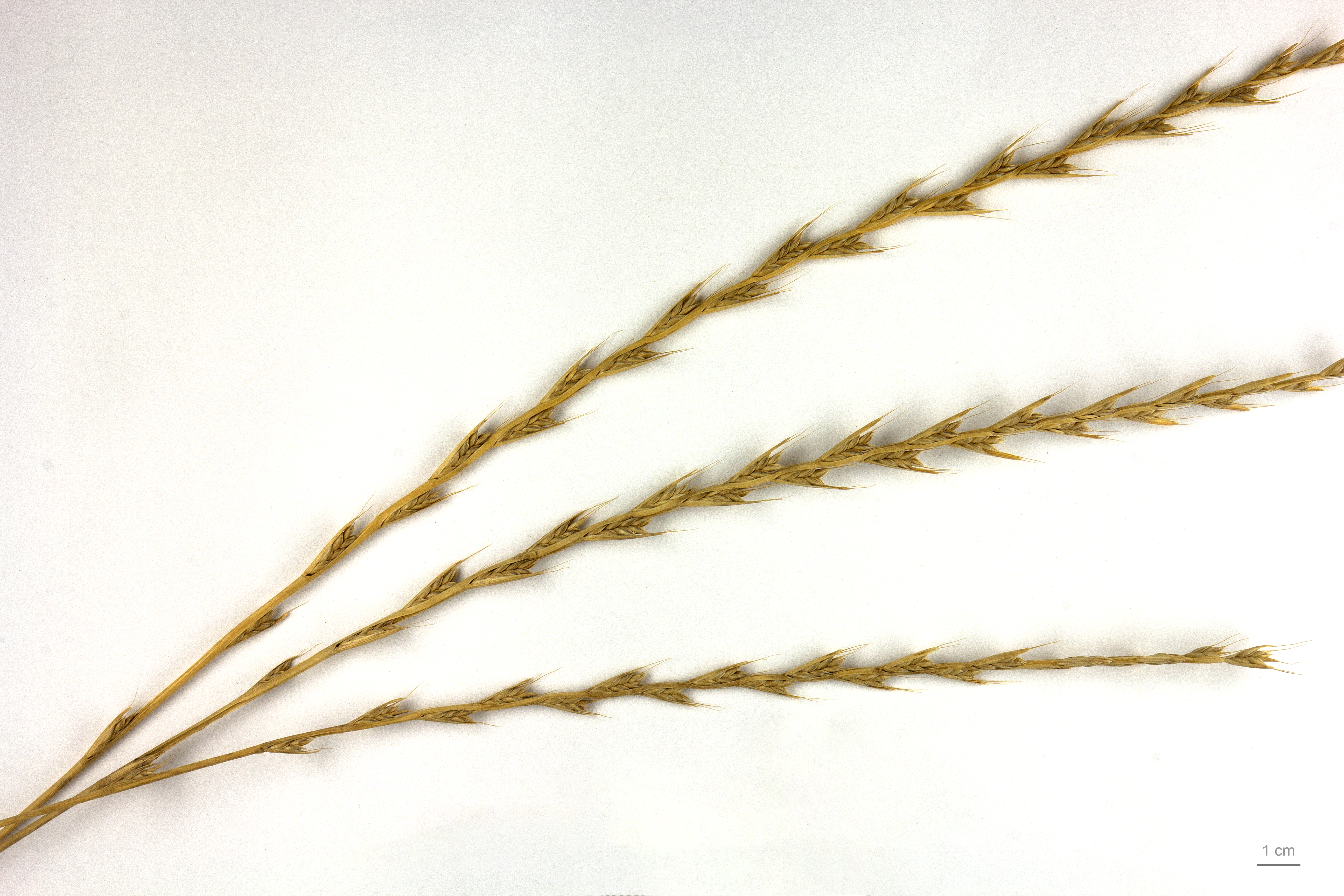
Lolium temulentum - Museo di Tolosa

La zizzania (Lolium temulentum L., 1753), noto anche come loglio ubriacante, è una pianta annua della famiglia delle Poacee, spontanea e infestante fra le messi, con fiori a spiga rossa.
La pericolosità di questa pianta infestante è ben nota fin dai tempi antichi, soprattutto per l'alto potere intossicante. Infatti, il termine temulentum (ubriacante) è riferito agli effetti derivanti dall'ingestione di farine contaminate da funghi del genere Claviceps, produttori di alcaloidi tossici, che possono provocare forti emicranie, vertigini, vomito ed oscuramento della vista. Tali effetti sono dovuti alla presenza di un micelio fungino che invade la pianta durante lo sviluppo. L'eliminazione della zizzania dai campi di cereali è resa difficoltosa dal fatto che le sue cariossidi sono simili a quelle del frumento.

## Distribuzione e habitat
La specie è diffusa in Macaronesia, Europa, Africa del nord e Asia occidentale.

## Influenza culturale
Si trova nel racconto evangelico usata nella parabola del grano e le zizzanie, nel vangelo secondo Matteo (capitolo 13 versetti da 24 a 30), per indicare il tentativo del Male di corrompere il Regno dei Cieli, introducendo "i figli del maligno" tra i cristiani. In realtà la parabola, che oltre a Matteo non ha paralleli, parla di mondo (kosmos, nell'originale greco) e non di cristiani o di Chiesa. L'autenticità gesuana della parabola è generalmente ammessa dai maggiori biblisti. Da questa parabola deriva il noto modo di dire "seminare zizzania", cioè disseminare di elementi conflittuali e critici un determinato scenario relazionale rimanendo nell'ombra (il maligno agisce nottetempo mentre gli altri dormono: Mt 13, 25).
Da essa deriva anche il detto "Separare il grano dal loglio", ossia separare le parti di qualità da quelle dannose tra esse nascoste.
Dante cita la malapianta almeno in due occasioni: Purgatorio II, 124 e Paradiso XII, 119. L'influenza della parabola nella storia della cultura letteraria è popolare e complessivamente enorme.